# Georges de Lafage-Laujol
Pour les articles homonymes, voir Lafage.
Georges-Albert-Léon Laujol de Lafage dit Georges de Lafage-Laujol, né le 27 décembre 1832 à La Chapelle et mort le 25 mars 1858 à Montmartre, est un peintre et lithographe français.
Son frère, Amilcar de Lafage (11 mai 1829 à La Chapelle-St-Denis - ?), est lithographe pour la Marine.

## Biographie
Georges de Lafage-Laujol est né le 27 décembre 1832, à La Chapelle-St-Denis. Il a un frère cadet, Amilcar de Lafage, également artiste.
Leur père, ancien officier de marine, collaborateur de journaux comme La Réforme et Le National, se réjouit de la vocation artistique de ses deux fils, et les deux frères entrèrent chez Vigneron, un atelier artistique parisien fort réputé. Georges quitte rapidement cet atelier et gravite autour des amis de Camille Corot, qui semble avoir été son véritable inspirateur. Cependant, il suit aussi des cours chez Narcisse Díaz de la Peña,, qui était son voisin à Montmartre, là où il vivait, rue Houdon et prépare le concours de l'Académie.
Il entre à l'école des beaux-arts de Paris et tente le concours du prix de Rome en 1849.
Lafage débuta au Salon de 1850-51, avec trois études de paysage d’un coloris tendre et frais dont Le Trou à l’herbe. À l’exemple d'Antoine Chintreuil, Lafage affectionne les verdures printanières, et les blancheurs nacrées du matin. En 1853, il expose deux peintures, des paysages du Limousin et d'Île-de-France et une lithographie d’après Jean-Joseph Bellel. Lafage figure avec quatre toiles à l’exposition universelle de 1855. En 1857, il reçoit une mention honorable.
Paysagiste, il signe généralement « Lafage » ses lithographies qui sont tantôt originales, tantôt exécutées d'après les tableaux d'autre peintres.
Il fit partie avec Jean-Alfred Desbrosses du cénacle de Pont-de-Vaux, animé par Antoine Chintreuil. Lafage-Laujol produisit une belle reproduction d’un tableau de Chintreuil, qui parut au Salon de 1853, sous le titre Soir d’automne.
Il rapporte, d’une de ses séances de peintures en plein air, une bronchite qui dégénère en phtisie galopante et meurt le 23 mars 1858, âgé de 25 ans, au moment où sa notoriété commençait à poindre.
Son travail a été remis en lumière lors de la grande exposition du Centenaire de la lithographie organisée à Paris à la galerie Rapp fin 1895.
Son frère Amilcar de Lafage, qui occupe un emploi de dessinateur au ministère de la Marine, figure à la section de lithographie du livret du Salon de 1852.

## Œuvre

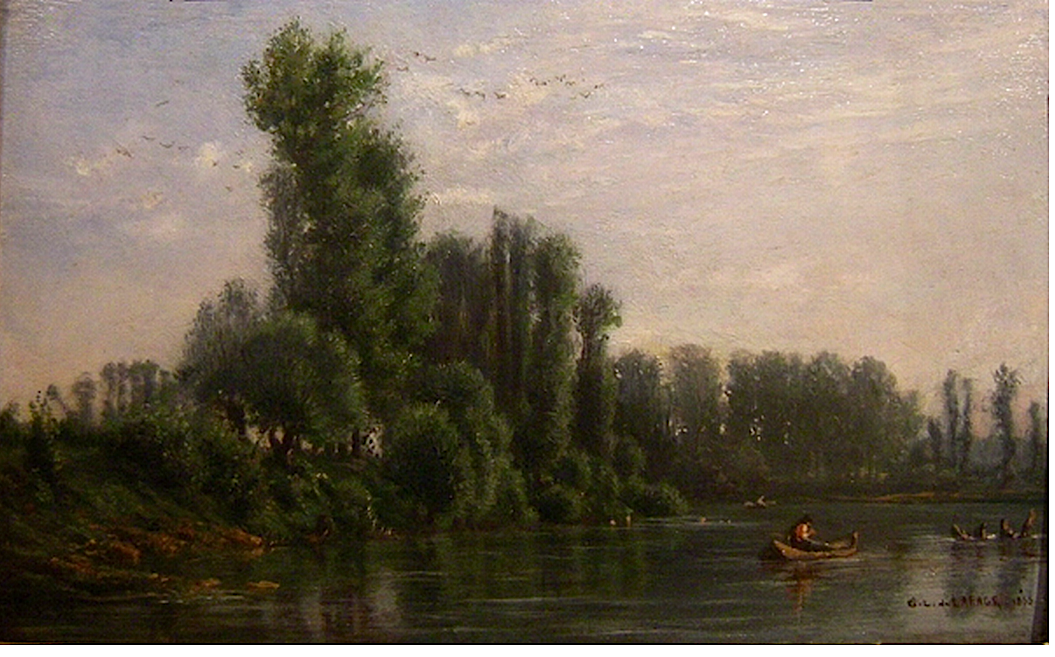
Paysage avec pécheurs sur la rivière (1855, huile sur toile), Alte Kunst, Vienne.

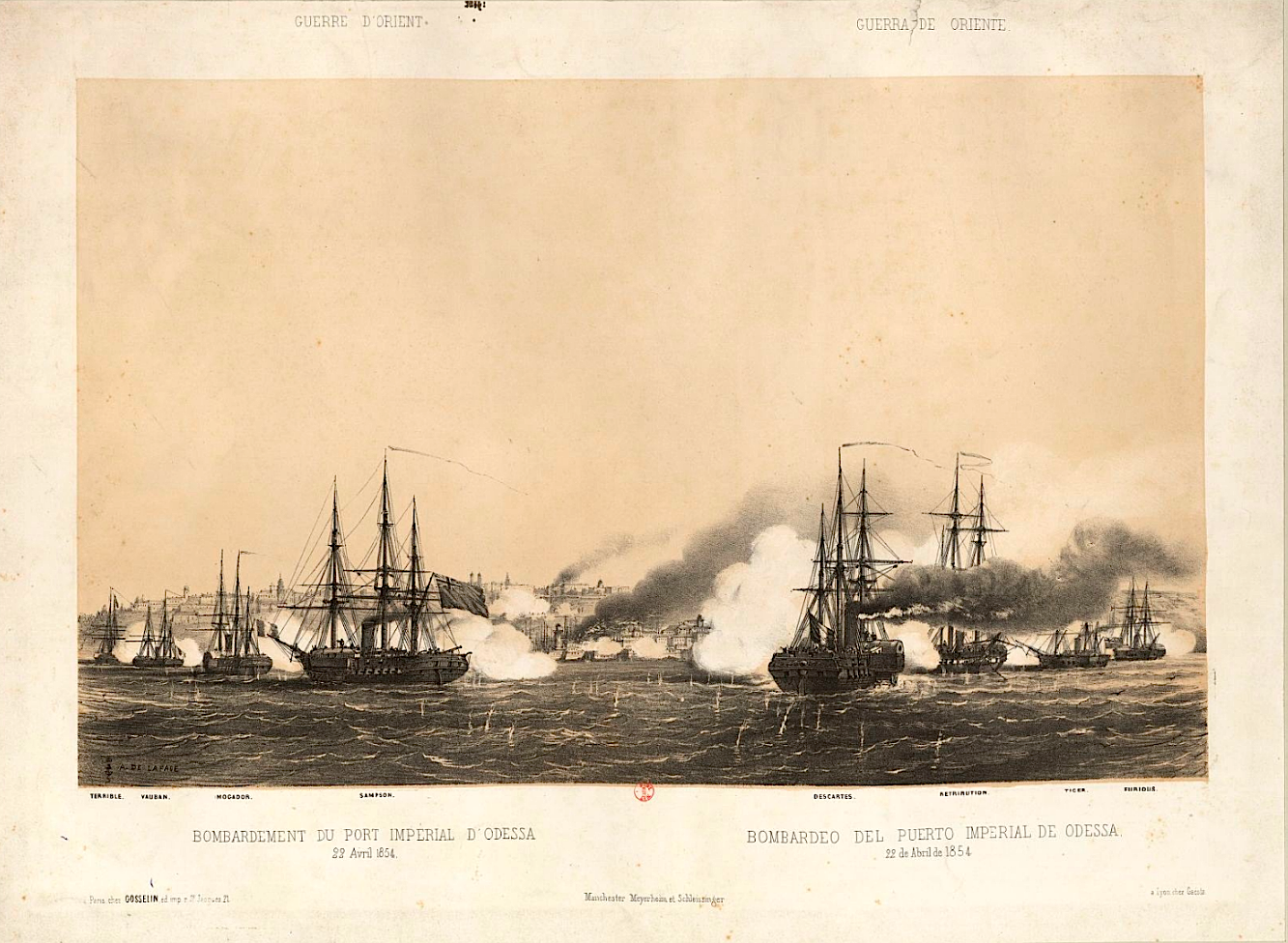
Bombardement du port impérial d'Odessa 22 Avril 1854, lithographie signée A[milcar] de Lafage (1854-1855).

- Prairie (1852), huile sur bois, 13 x 42,2 cm, musée d'Orsay (MNR)[11].
- Paysage d'après Bellel[12],[4]
- Paysage, huile sur toile, 19,8 x 32,7 cm, musée des beaux-arts de Chambéry.
- Matinée d'automne[4]
- Les abords d'une ferme[4]
- Bords de la Seine[4]
- Fin d'automne[4]
- Au printemps[4]
- La moisson[4]
- Pacage limousin[4]
- Crépuscule, bord de l'eau[4]
- Une plaine[4]
- Forêt pendant l'hiver[4]
- Paysage, lithographie d'après Vue prise en, Auvergne, effet d'Orage de Louis Français, imprimé par Bertauts (Paris)[13].